# Metelen
Metelen è un comune di 6 417 abitanti della Renania Settentrionale-Vestfalia, in Germania.
Appartiene al distretto governativo (Regierungsbezirk) di Münster ed al circondario (Kreis) di Steinfurt (targa ST).
Il suo territorio è bagnato dal fiume Vechte.